# کارول اس. پیج
کارول اس. پیج (به انگلیسی: Carroll S. Page) سناتور سابق عضو حزب جمهوری‌خواه ایالات متحده آمریکا بود. وی در سال ۱۹۰۸ تا ۱۹۲۳ میلادی سناتور ایالت ورمانت در سنای ایالات متحده آمریکا بود.